# Heinrich Malinski
Die Heinrich Malinski KG war ein in Leipzig ansässiger Produzent optischer Geräte.

## Geschichte

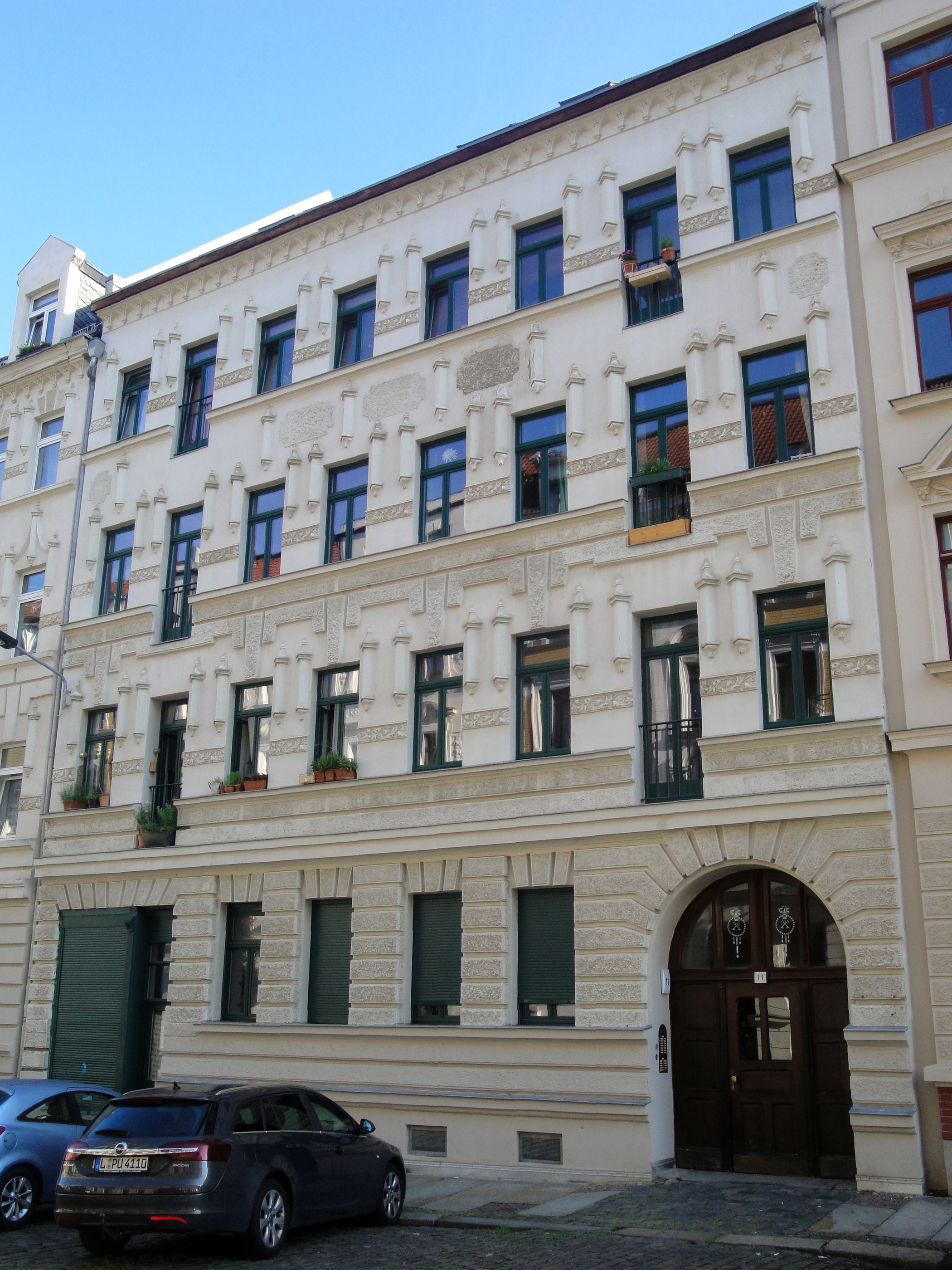
Scharnhorststraße 11, Leipzig-Südvorstadt

Das Unternehmen von Heinrich Malinski war seit den 1950er-Jahren in Leipzig tätig. Ursprünglich hatte es seinen Sitz im 2003 abgebrochenen Thiemes Hof in Leipzig C1, Querstraße 26.
Der Betrieb wurde 1972 enteignet und firmierte danach als VEB Bildwerfer Leipzig. Später wurde er zum Betriebsteil Bildwerfer des VEB Tachometerwellen- und Maschinenbau Leipzig und hatte seine Produktionsstätte in der Scharnhorststraße 11 in der Leipziger Südvorstadt.

## Produkte
Malinski stellte vor allem Geräte für die Projektion von Dias her.

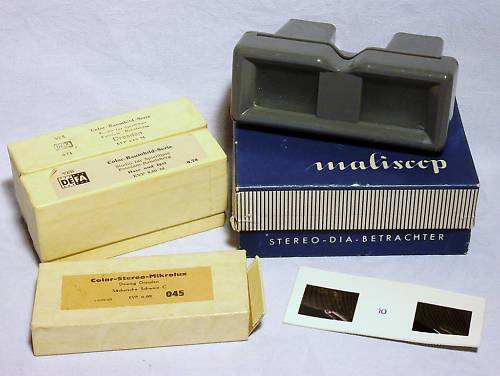
Maliskop-Stereo-Diabetrachter
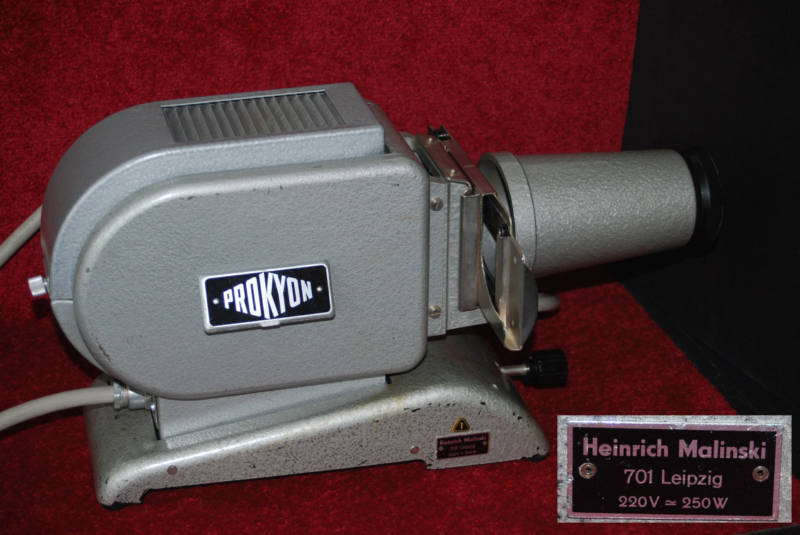
Bildwerfer Prokyon (Seitenansicht)
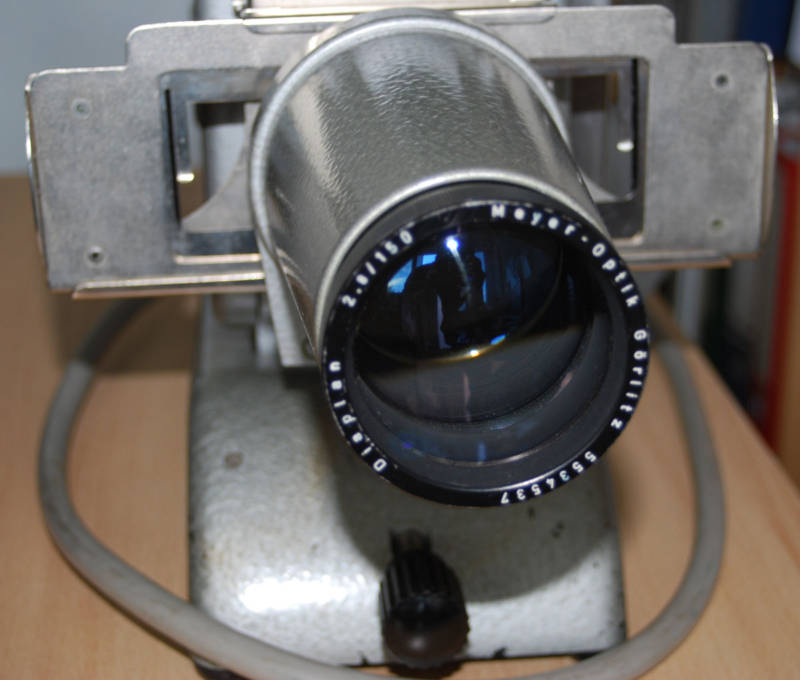
Diaplan-Objektiv 1:2,8/150 mm des Prokyon
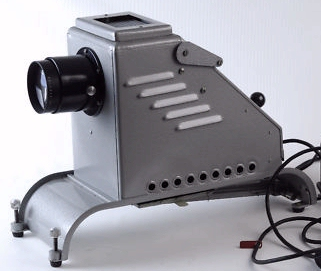
Malinski-Episkop mit Projektionsobjektiv 1:4/340 mm

### Kleinbild-Diaprojektoren
Zu den klassischen Kleinbild-Diaprojektoren (bis 55 mm × 50 mm) gehörten die Mali- und Malux-Projektoren. Beispiele sind:
- Mali 150 (150-Watt-Projektionslampe, Projektionsobjektiv z. B. Meyer-Optik Diaplan 1:3,5/100)[3]
- Malux 250 (250-Watt-Projektionslampe, Projektionsobjektiv z. B. Meyer-Optik Diaplan 1:2,8/100).

Der Malux wurde auch mit einer Vorrichtung zur Vorführung von Filmen angeboten.
Die Reihe der Mali-Projektoren wurde vom VEB Tachometerwellen- und Maschinenbau, Leipzig, fortgeführt. So wurde Mitte der 1980er-Jahre vom VEB Tachometerwellen- und Maschinenbau ein Kleinbild-Projektor der Marke
- Malicolor, Varianten: Malicolor CL und SL

hergestellt. Auch hier kamen die Diaplan-Objektive von Meyer-Optik zum Einsatz (z. B. 1:2,8/80 mm). Als Projektionslampe wurden bei den neueren Modellen Halogen Stiftsockellampen eingesetzt.

### Mittelformat-Projektoren
Mittelformat-Dias konnte der Prokyon-Bildwerfer (250-Watt-Projektionslampe, 6 cm × 6 cm innen, 7 cm × 7 cm außen) aufnehmen. Wegen der erreichbaren höheren Vergrößerung in größeren Räumen wurde der Prokyon mit längerbrennweitigen Projektionsobjektiven ausgestattet (z. B. mit einem Meyer-Optik Diaplan oder einem ROW Diarectim 1:2.8/150). Der Schalter des Prokyon war in den Stecker integriert. Zur besseren Kühlung des Leuchtmittels konnte das Gerät seitlich aufgeklappt werden.
Ein neu konstruiertes Nachfolgemodell des Prokyon ist der MALISIX-Mittelformat-Projektor. Mit Eingliederung von Meyer-Optik in das Pentacon-Konbinat und der Umbenennung der Objektive wurde nun ein Pentacon 1:2,8/150 mm als Standardobjektiv verbaut. Über einen Adapter konnte auch ein Pentacon (ex Diaplan) 1:2,8/100-mm-Objektiv angeschlossen werden.

### Episkope und Epidiaskope
Schließlich wurden auch Episkope und Epidiaskope gebaut, die Auszeichnungen für hervorragende Qualität erhielten (z. B. mit dem Projektionsobjektiv ROW Epirectim 1:4/340). Das Episkop musste mit einem Vorwiderstand betrieben werden. Die Epidiaskope nahmen Großformat-Dias bis zu 9 cm × 12 cm auf und verfügten neben Epirectim- und Diarectim-Objektiven auch über Meyer-Optik-Diaplan-Objektive.

### Diabetrachter
Für die direkte Betrachtung von Kleinbilddias stellte Malinski ab 1955 den Stereo-Diabetrachter Maliskop her. Das Gerät diente zum Betrachten von in einem 43 mm × 100 mm großen Papprahmen gehaltenen Stereo-Dias. Passende Color-Stereo-Serien wurden von der Firma Mikrolux Dresden und vom DEFA-Studio für Spielfilme Potsdam-Babelsberg angeboten. Größere Dias (5 cm × 5 cm) konnten mit dem Malirex (1963) betrachtet werden. Für Kleinbilddias war der Malipit-Diabetrachter im Angebot.